# Драгослав Степановић
Драгослав Степановић (Рековац, 30. август 1948) бивши је југословенски и српски фудбалер, после завршетка фудбалске каријере успешно ради као тренер.

## Каријера
Започео је каријеру у ОФК Београду, где је био одбрамбени играч и ту остаје 11 година између 1962. и 1973. После прелази у Црвену звезду, где игра 3 сезоне до 1976. Због ограничења одласка играча у иностранство (које је важило у тадашњој Југославији) морао је сачекати да напуни 28 година.
Степановићев први клуб у иностранству је Ајнтрахт из Франкфурта, где је постао познат по надимку Степи. Наступао је у Франкфурту две сезоне (1976—1978). Следећи клуб је Ворматија Вормс где игра годину дана. У јулу 1979. године потписује за енглески клуб Манчестер сити, а тамо је провео 2 сезоне.
Завршава своју каријеру поново у Немачкој за Ворматија Вормсе у сезони 1981-82.
За репрезентацију Југославије је наступио 34 пута и постигао 1 гол.
Као тренер је највише радио у Немачкој, али и у Шпанији, Грчкој, Кини, Египту, Србији и Републици Српској. Неки од познатих клубова где је био први тренер су Ајнтрахт Франкфурт, Бајер Леверкузен, Атлетик Билбао, АЕК Атина и Војводина.

## Тренер
- 1982—1985. ФВ Прогрес Франкфурт
- 1985—1987. ФСВ Франкфурт
- 1988—1990. Рот Вајс Франкфурт
- 1991—1991. Ајнтрахт Трир
- 1991—1993. Ајнтрахт Франкфурт
- 1993—1995. Бајер Леверкузен
- 1995—1996. Атлетик Билбао
- 1996 - Ајнтрахт Франкфурт
- 1998 - АЕК Атина
- 1999 - Локомотива Лајпциг
- 2000 - Штутгартер Кикерс
- 2000 - Кикерс Офенбах
- 2001 - Рот Вајс Оберхаузен
- 2003 - Гуангџоу
- 2004 - Замалек
- 2007 - ФК Чукарички
- 2009 - Војводина
- 2010 - Лакташи
- 2014 - ФК Раднички Ниш